# Adrien (téléfilm)
Pour les articles homonymes, voir Adrien.
Adrien est un téléfilm français réalisé par Pascale Bailly, diffusé le 10 septembre 2008 sur France 2. Ce téléfilm a été rediffusé le 27 juillet 2011, toujours sur France 2.

## Synopsis
Adrien a passé six mois en Thaïlande. Il a pu découvrir ce pays singulier et cette expérience lui a apporté maturité et confiance en soi. Lorsqu'il revient en France, il décide de retourner vivre quelque temps avec ses parents. Mais il apprend que Sandra, son amour de jeunesse, a été retrouvée noyée. Or, l'enquête menée par la police n'a pas été en mesure d'expliquer comment ce drame s'est produit. Refusant de se contenter d'hypothèses, Adrien décide de comprendre ce qui est arrivé à Sandra. Mais il constate que ses anciens amis et certains membres de sa famille voient ses investigations d'un très mauvais œil. Adrien réalise qu'il va devoir rouvrir une sombre page de leur passé...

## Fiche technique
- Réalisateur : Pascale Bailly
- Scénario : Sophie Tasma
- Adaptation et dialogues : Catherine Ramberg et Pascale Bailly
- Photographie : Myriam Vinocour
- Musique : Carolin Petit
- Durée : 90 min
- Pays :  France

## Distribution
- Marc Ruchmann : Adrien
- Grégory Fitoussi : Olivier
- Annie Grégorio : Odile
- Stéphanie Sokolinski : Sandra
- Alice Butaud : Audrey
- Julie Judd : Agnès
- Adeline Zarudiansky : Isabelle
- Scali Delpeyrat : Stéphane
- Nathalie Blanc : Virginie
- Olivier Guéritée : Ludovic
- Stéphan Wojtowicz: le patron d'Adrien
- Marianne Epin : Béatrice